# Doris May
Doris May, nata Helen Garrett (Seattle, 15 ottobre 1902 – Los Angeles, 12 maggio 1984), è stata un'attrice statunitense che lavorò nel cinema all'epoca del muto usando, agli inizi, il nome Doris Lee.
Nella sua carriera, iniziata nel 1917 e finita nel 1927, girò circa una trentina di film. Era sposata all'attore Wallace MacDonald.

## Filmografia
- His Mother's Boy, regia di Victor Schertzinger (1917)
- The Hired Man, regia di Victor L. Schertzinger (1918)
- Playing the Game, regia di Victor Schertzinger (1918)
- Green Eyes, regia di Roy William Neill (1918)
- The Law of the North, regia di Irvin Willat (1918)
- The Girl Dodger, regia di Jerome Storm (1919)
- Hay Foot, Straw Foot, regia di Jerome Storm (1919)
- 23 1/2 Hours' Leave, regia di Henry King (1919)
- What's Your Husband Doing?, regia di Lloyd Ingraham (1920)
- Mary's Ankle, regia di Lloyd Ingraham (1920)
- Let's Be Fashionable, regia di Lloyd Ingraham (1920)
- The Jailbird, regia di Lloyd Ingraham (1920)
- The Rookie's Return, regia di Jack Nelson (1920)
- Biricchinate (Peck's Bad Boy), regia di Sam Wood (1921)
- The Foolish Matrons, regia di Clarence Brown, Maurice Tourneur (1921)
- Il codardo (The Bronze Bell), regia di James W. Horne (1921)
- The Foolish Age, regia di William A. Seiter (1921)
- Eden and Return, regia di William A. Seiter (1921)
- Boy Crazy, regia di William A. Seiter (1922)
- Gay and Devilish, regia di William A. Seiter (1922)
- The Understudy, regia di William A. Seiter (1922)
- Up and at 'Em, regia di William A. Seiter (1922)
- Tea: With a Kick!, regia di Erle C. Kenton (1923)
- L'amante del cuore (The Common Law), regia di George Archainbaud (1923)
- The Gunfighter, regia di Lynn F. Reynolds (Lynn Reynolds) (1923)
- Conductor 1492, regia di Frank Griffin e Charles Hines (1924)
- The Deadwood Coach, regia di Lynn Reynolds (1924)
- Faithful Wives, regia di Norbert A. Myles (1926)
- Compassion, regia di Victor Adamson, Norval MacGregor (1927)